# Colette Nys-Mazure
Pour les articles homonymes, voir Nys.
Colette Nys-Mazure, née le 14 mai 1939 à Wavre (Belgique), est une écrivaine belge de langue française.

## Biographie

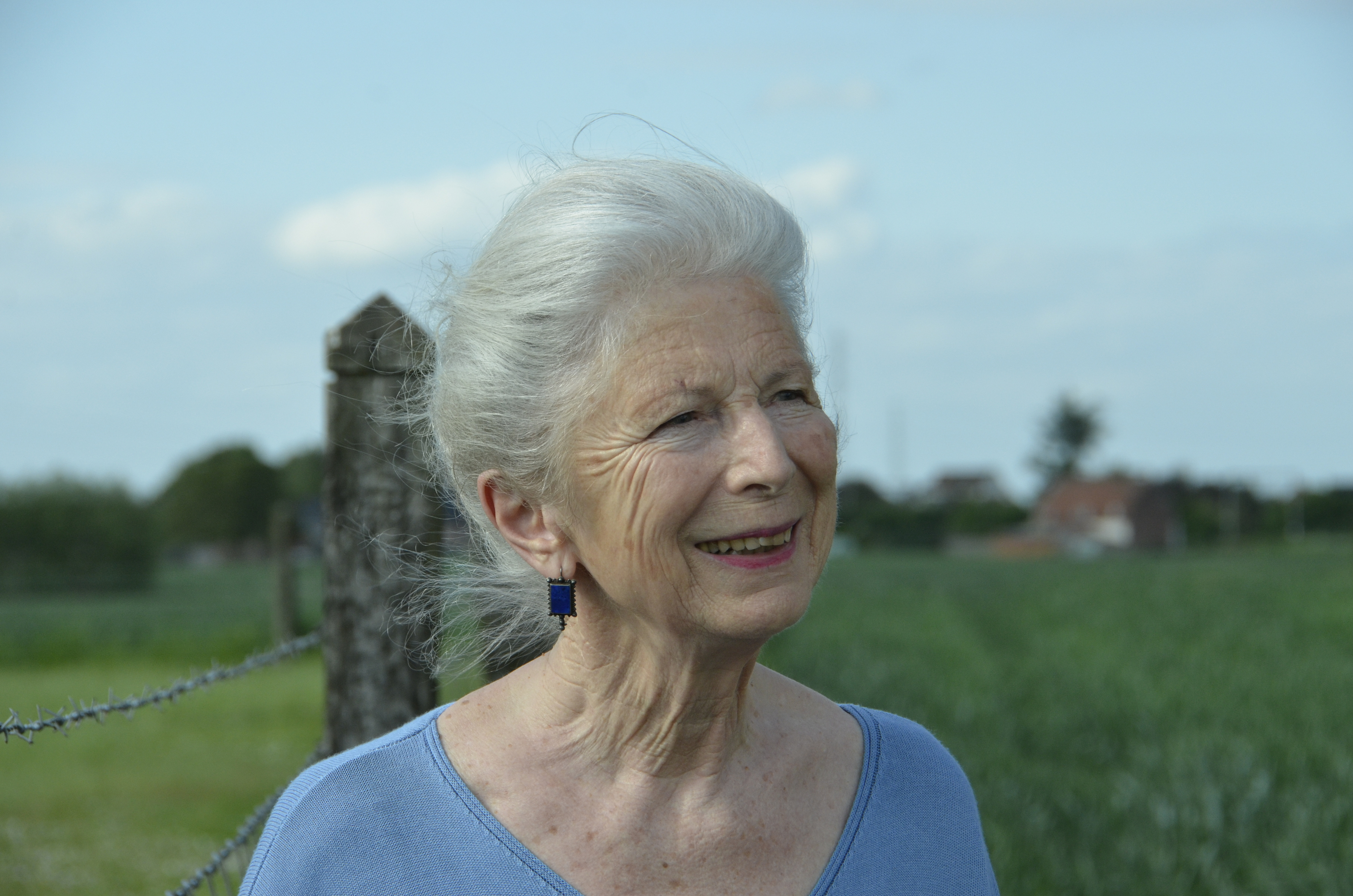
.

Titulaire d'un diplôme en philologie romane de l'Université catholique de Louvain, elle est professeure de lettres dans l'enseignement secondaire et supérieur, conférencière, et aime travailler en correspondance avec des  auteurs et des artistes.
Vivant dans la région de Tournai, elle s'implique dans diverses causes dont la lutte contre les préjugés.
Mariée depuis 1961, elle a cinq enfants, onze petits-enfants et trois arrières-petits-enfants. Son frère Jean-Paul est moine de Taizé.

### Recueils de poésie
- La Vie à foison. Froissart, 1975 Prix Froissart. Réédition : 1981.
- D'amour et de cendre. Froissart, 1977. Réédition : 1981. Images d’Ingrid Dubois.
- Pénétrance. Unimuse, 1981. Prix Charles Plisnier
- Désarroi, désaveu. Lieux tressoirs. Rougerie, 1988. En collaboration avec Françoise Lison-Leroy et Michel Voiturier.
- On les dirait complices. Rougerie, 1989. En collaboration avec Françoise Lison-Leroy.
- Haute enfance.* Amay (B) : L'Arbre à Paroles, 1990. Grand Prix de Poésie pour la Jeunesse - Ministère de l'Education nationale, de la Jeunesse et des Sports, Maison de Poésie, Paris.
- Singulières et plurielles. Charlieu : La Bartavelle, 1992. Prix 2002 des écrivains chrétiens.
- Arpents sauvages. Mortemart : Rougerie, 1993.
- La Criée d'aube. Amay (B) : L'Arbre à Paroles, 1995. (contient Pénétrance* , 1981 ; Petite fugue pour funambules, 1985 ; Haute Enfance, 1990)
- La Nuit résolue. Mortemart : Rougerie, 1993. (En collaboration avec Françoise Lison-Leroy).
- Voix de l’entente. L’Arbre à paroles, , 1996. Réédition : 1999. En collaboration avec Pierre Dhainaut.
- Lettres d'appel, Tétras Lyre, 1996. En collaboration avec Françoise Lison-Leroy. Réédition : La porte, 2008.
- L’eau des fêtes. La Bartavelle, 1997. En collaboration avec Françoise Lison-Leroy et François Emmanuel
- Champs mêlés. Luce Wilquin,1998. En collaboration avec Françoise Lison-Leroy.
- Traces et ferment. L'Arbre à paroles, 1998. En collaboration avec Lucien Noullez.
- D’ailes et d’eau. Maison de la Culture de Tournai, 1998. En collabortion avec Roger Dudant.
- Trois suites sans gravité*. Mortemart : Rougerie, 1999. Prix de la Ville du Touquet-Paris-Plage Mortemart.
- Pas si sages. L’Arbre à Paroles, 1999. En collaboration avec Françoise Lison-Leroy.
- Le For intérieur*. Chaillé-sous-les-Ormeaux : Le Dé Bleu, 1996. Prix Max-Pol-Fouchet
- Ayeneux. Tétras Lyre, 1996. Réédition : La porte, 2008.
- Enfance portative. Avin (B) : Luce Wilquin, 1997.
- Issue des lisières. Amay (B) : L'Arbre à Paroles, 1998.
- Champs mêlés. Avin (B): Luce Wilquin, 1998. (En collaboration avec Françoise Lison-Leroy).
- Palettes. Noville-sur-Méhaigne (B) : L'Esperluète Editions, 1999 (Dessins d'Alain Winance).
- Seuils de Loire. Chaillié-sous-les-Ormeaux : Le Dé Bleu, 2003.
- Feux dans la nuit. Tournai : La Renaissance du livre, 2003, Anthologie 1969-2002 et inédit, Demeure nomade. Réédition poche : Espace Nord, 2005.
- Contrechamp. Les Pierres, 2004. Réédition : La Porte, 2010.
- Et nous, par tous les temps. La Porte, 2008. En collaboration avec Françoise Lison-Leroy.
- L'eau à la bouche. Desclée de Brouwer, 2011.
- Battements d'elles, Desclée de Brouwer, 2014.
- Prières pour tous les enfants, Salvator, 2015. Illustrations de Mizuho Fujisawa.
- En train d’écrire. Les Déjeuners sur l’herbe, 2015. En collaboration avec Françoise Lison-Leroy, photographies d’Iris Van Dorpe.
- Les déserts fleurissent. La porte, 2016.
- Palimpseste, Veine, Noir/Mine, Poussière, Convulsion. Œuvres de Bruno Gérard. Maison de la Culture de Tournai, 2017.
- Les couleurs et les rythmes s’épousent. La Porte, 2018
- Lettre d’Atonie. Jacques Brémond, 2020. Avec encre originale de Robert Lobet.
- Le jour coude-à-coude. Esperluète, 2020. Dessins de Camille Nicolle.
- Chaque aurore te restera première. L’Atelier des Noyers, 2020. Illustrations d’Anne Le Maître.
- À main levée. Ad solem, 2022. Finaliste du Prix de poésie de l’Académie 2023 et du Prix du Parlement bruxellois 2023.
- Jardins empans du rêve. L’Atelier des Noyers, 2022. Images de Colette Ottmann.
- Tissu de …Songes. Tourisme et Culture, Tournai, 2022. Textes de Pierre Callens, Bart Noels, Colette Nys-Mazure, Jean Pattou.
- Camille, L’atelier des Noyers, 2023. En collaboration avec la plasticienne Auck.
- Sans crier gare. Invenit, 2024. Illustrations de Elise Kasztelan. Prix Léon-Paul Fargue, 2024[4].

### Nouvelles
- Contes d'espérance. Paris : Desclée de Brouwer, 1998.
- Battements d'elles. Paris : Desclée de Brouwer, 1999. (Plusieurs autres textes publiés en revues, ouvrages collectifs, anthologies, etc).
- On n’entre pas sans frapper
- Moi qui pâlis au nom de l’Alpha. Grand Prix du Centenaire de l’Association des Écrivains Belges de langue française remis par la princesse Mathilde de Belgique, au Palais des Académies de Bruxelles, Belgique. 2002.
- Sans y toucher. La Renaissance du Livre, 2004. Prix Gauchez-Philippot, 2006. Réédition Labor. Réédition Luc Pire, collection Espace Nord, 2005. Réédition : 2022. Prix Maurice et Gisèle Gauchez-Philippot
- Noël en ce monde, contes pour aujourd'hui. Lethielleux Desclée de Brouwer, 2009, avec un CD.
- L'enlèvement. Illustré par une photographe d'Alain Ceysens dans Suivez mon regard, Coups d'œil littéraires sur la Wallonie et son patrimoine sous la direction d'Armel Job et Christian Libens, Institut du Patrimoine Wallon, Namur, 2011 (p.292 à 297).
- Levée des sources. Tu-Mult, 2013. Illustrations de Martine Cornet.
- Tu n’es pas seul. Albin Michel, 2006. Prochaine réédition : Edern, 2024.
- Courir sous l’averse. Desclée de Brouwer, 2009.
- Belgiques. Ker, 2021.

### Essais et proses diverses
- Suzanne Lilar. Bruxelles : Labor, 1992.
- Célébration du quotidien. Paris : Desclée de Brouwer, 1997. Préface rédigée par Gabriel Ringlet.Réédition 2007. En poche, Embrasure, Factuel, 2010 ; Groupe Artège, 2015. En CD MP3 2020 Saint-Léger Productions coll. Tout à tous. Réédition en poche Espace Nord n.395.
- Les Ombres et les Jours. Bruxelles : Alice Editions, 1999 (Entretien avec Edmond Blattchen pour l'émission Noms de Dieux).
- Célébration de la mère (En collaboration avec Eliane Gondinet-Wallstein), Paris, Albin Michel, 2000.
- Célébration de Noël, Paris, Desclée de Brouwer, 2000.
- Secrète Présence, Paris, Desclée de Brouwer, 2001.
- La chair de la poésie, Paris, Albin Michel, 2004.
- Tahar Ben Jelloun , le fou, le sage, écrivain public. La Renaissance du livre, 2004.
- La Liberté de l'amour. Conversation avec Christophe Henning. Paris : Desclée de Brouwer, 2005.
- L'Enfant neuf, Paris, Bayard, 2005.
- Célébration de la lecture. La Renaissance du livre, 2005,. Réédition : Luc Pire, 2008
- Prières glanées. Fidélités, 2003. Illustrations Bern Wery. Réédition : 2006.
- Du récit poétique. In Roman-récit. Éditions Lansman, 2006.
- L'Âge de vivre, Paris, Desclée de Brouwer, 2007.
- A nous deux !. Bayard, 2008.
- L’Espace du pardon sur un tableau du Pensionnaire de Saraceni, Le Reniement de Saint Pierre. Editions Invenit, 2011.
- L'Envers & l'Endroit, précédé de Tapisserie angevine, Le Mans : Éditions Cénomane, 2011
- Pensionnaire de Saraceni, Le Reniement de saint Pierre, Éditions Invenit, 2011.
- Vallotton, le soleil ni la mort, éditions Invenit, 2013.
- Dieu au vif, Sur le chemin où Tu m’espères. Mediaspaul, 2014.
- La Vie poétique, j'y crois, Bayard, 2015.
- Cette obscure clarté, Salvator, 2015 (ISBN 978-2-7067-1317-0)
- Quand tu aimes, il faut partir. Sur Maternité de Modigliani, Invenit, 2016.
- Éveil à la poésie. L’Arbre à paroles, 2017.
- Prières par tous les temps, Fidélité, 2018.
- Le Chant des jours. Une année en poésie avec Marie Noël. Desclée de Brouwer, 2019.
- Par des sentiers d’intime profondeur, Salvator, 2022. Finalise du Prix de l’essai de l’Académie 2023.
- Le Tour des abandons. Une nuit au MuFIm. Invenit, 2023. En collaboration avec Isabelle Gillet.
- La Grâce et La Rencontre. Poesis, 2024.

### Romans
- Perdre pied. Desclée de Brouwer, 2008.
- Anna. Editions Weyrich, 2013.

### Pièces de théâtre
- Tous locataires. La Bartavelle, 1993. Réédition : Lansman 2002. En collaboration avec Françoise Lison-Leroy. Créé le 27 avril 1993 à la Maison de la Culture de Tournai, par le groupe L.
- Dix minutes pour écrire. Lansman, 2002. Créé le 3 octobre 2002 au théâtre de L’L à Bruxelles dans le cadre du Festival Enfin seul. Rejoué au théatre Bruegel à Bruxelles du 20 au 29 octobre 2022, à la maison de la poésie de Namur en avril 2023.

### Livres jeunesse
- Enfance portative. Luce Wilquin, 1997, illustrations de Laurence Forbin. Réédition : Esperluète, 2000. Illustrations de Anne-Catherine Van Santen.
- Je n'ai jamais dit à personne. Esperluette, 2001. En collaboration avec Françoise Lison-Leroy, Illustrations de Montse Gisbert.
- Flore et Florence. Mijade, 2002. En collaboration avec Françoise Lison-Leroy.
- Depuis ce jour. Labor, 2005. Réédition Mijade, 2009. Illustrations de Estelle Meens.
- Conte à deux. Tu-mult, 2009. Illustrations de Valérie Vercauteren.
- Encore un quart d’heure. Esperluète, 2012. En collaboration avec Françoise Lison-Leroy. Illustration de Camille Chevrillon.
- Les Questions de Lucas. Mijade, 2012.
- Prières pour tous les enfants. Salvator jeunesse, 2015. Illustrations de Mizuho Fujisawa.
- Ma maison, c’est là où je vis. CNCD, 2016. Illustrations d’Aurélia Higuet.

### Livres d'artistes
- Cinq sizains mobiles, Paris. La Hune Brenner, 2003 , estampes de Auck
- En tous sens,, Paris, La Hune, Brenner, 2005. 7 lithographies rehaussées sur papier de Chine de Auck.
- Elles en ligne. Galerie Tumult, Tournai, 2003. Gravures de Manuela Pamelin
- Mémoires. 2006. Photographies de Francis Jalain
- Hors de soi. Cénacle de Douyeul, 2012. Images de Véronique Poppe.
- De seuil en seuil. La Lune bleue, 2014. Images de Jean-François Ramolino.
- Arbre pour mémoire. Signum, 2017. Huit dessins de Ariane de Briey. Reliure Véronique Van Mol. Leporello à l’atelier lithographique de Bruno Robbe édition. 30 exemplaires, augmenté de cinq épreuves et de deux H.C. tous signés par les deux auteurs.
- Contrechamp. Entre 2, 2016. Images de Nelly Buret.
- Voies intérieures, Editions Kapq Art, 2016. Poème au peintre Jean-Jacques Stenven.
- Plis et repli. Québec : Troisrivières, 2021. Avec l'artiste Jo Ann Lanneville. Prix du coup de coeur du public à l’exposition du livre d’artiste Prix Francine Turcotte au centre de diffusion de Presse Papier à Trois-Rivières.
- Dos à la fenêtre. La Margeride, 2022. Avec l'artiste Robert Lobet.

### Citations
- "Parce qu'on a passé le cap du milieu de l'âge, faut-il arrêter de commencer ?". in Célébration du quotidien, 1997.
- "Ce qui a été vécu en plénitude demeure et réconforte", in Célébration du quotidien, 1997.

### Anthologies
- Piqués des vers ! (sous-titré 300 coups de cœur poétiques) en collaboration avec C. Libens, Bruxelles, Renaissance du Livre, 2010.
- L'Eau à la bouche : poésie, ma saison, Paris : Desclée de Brouwer, 2011.
- Fenêtres sur jardin, éditions de la Lune bleue, 2022
- Tous ces visages au creux des paumes, éditions de la Lune bleue, 2024

### A propos de l'auteur
- Colette Nys-Mazure accordée au vivant, de Mathieu Gimenez.Luce Wilquin, 2014.
- Colette Nys-Mazure ou l'attention vive, sous la direction d'Anne Prouteau. Salvator, 2017.
- Colette Nys-Mazure, quelque chose se déploie. Esperluette 2017. Dialogue avec Frédérique Dolphyn.

## Distinctions
- 2009 : nommée Personnalité Richelieu de l'année par les clubs Richelieu de Belgique et du Luxembourg[5]
- 2009 : Picarde d'honneur[5]